# Litra CS
Litra CS er et dansk damplokomotiv ejet af DSB. i alt 12 Litra CS blev bygget af Maschinenfabrik Esslingen i peiroden 1875-77. Lokomotiverne var indkøbt af Det Sjællandske Jernbane Selskab, men blev overført til DSB ved sammenlægningen af statens jernbaner i 1893, det betød at de blev omlitreret fra SJS Litra C til DSB Litra CS.

## Udvalgte tekniske specifikationer
- Vægt: 77 tons[1]
- Maksimal hastighed: 90 km/h[1]
- Længde inklusive tender: 11,95 meter[1]

## Historie
Lokomotiverne blev primært anvendt i Jylland og de opererede i forskellige distrikter og kredse, herunder Langå, Skanderborg, Brande, Struer og Århus. Litra CS-lokomotiverne gennemgik flere opgraderinger, herunder udskiftning af kedler med materialer som kobber og stål for at forbedre ydeevnen og forlænge deres levetid.
De fleste Litra CS-lokomotiver blev udrangeret og ophugget mellem 1898 og 1931, da teknologiske fremskridt gjorde dem forældede. Nogle blev ombygget til andre formål, såsom vandvogne eller brovægtsprøvevogne. C 246 blev bevaret og brugt til museumsformål og udstillet i forskellige danske byer gennem det 20. og 21. århundrede.
En bemærkelsesværdig hændelse var en kollision ved Gentofte i 1897, hvor lokomotiv C 245 var involveret.